# Fado Bicha
Fado Bicha es un dúo musical portugués creado en 2017. Es considerado un proyecto activista que interpreta fado queer. Sus componentes son Lila Tiago, conocida también como Lila Fadista, y João Caçador.

## Trayectoria
Fado Bicha (en español fado marica) es un proyecto activista musical, impulsado por Lila Fadista, como la voz, y João Caçador, en los instrumentos. Han reinterpretado clásicos del fado, modificando sus letras para que hablen sobre las relaciones entre personas del mismo sexo y dando voz al colectivo LGTBI.
Han versionado varios temas de la cantante Amália Rodrigues como «O Namorico da Rita», cambiando la letra y el título por «O namorico de André», para relatar la historia de amor entre Chico y André, o «Nem às Paredes Confesso» (en español Ni a las paredes confieso), para narrar la historia de un hombre que se distancia de su novia para poder ligar en Grindr. También rescatan canciones olvidadas compuestas por poetas no heterosexuales. Además, le dedicaron el tema «O sem precedente» (Sin precedente) a la  diputada del partido Livre Joacine Katar Moreira la primera mujer negra que lideró una candidatura parlamentaria en Portugal.
En 2022, Fado Bicha lanzó su primer álbum, Ocupação, en el que denuncian el silenciamiento al que son sometidas las personas LGBTI, empujadas a vivir una sexualidad marginal. El disco se presentó en un concierto dirigido a la comunidad queer de Lisboa, y junto a Lila Fadista y Caçador actuaron una variedad de artistas que también colaboran en el disco como LARIE, Trypas Corassão, Di Cândido, passarumacaco, Symone de lá Dragma y Yizhaq.
Fado Bicha se convirtió en un fenómeno popular en Portugal. En sus inicios, el dúo actuó en locales del Barrio Alto de Lisboa, para posteriormente presentarse en países como Francia, Luxemburgo, Bélgica, España, Reino Unido y Brasil, además de intervenir en programas televisivos en prime-time y también para el gobierno portugués. Los componentes de Fado Bicha han sido invitados por universidades, institutos y colegios para hablar de su experiencia e impartir charlas contra el bullying y sobre la construcción de género.
En 2023, los componentes de Fado Bicha, Lila Fadista y Caçador, participaron junto con otros activistas en la protesta de Keyla Brasil en el Teatro São Luiz de Lisboa, donde se representaba Tudo sobre a minha mãe, que logró que finalmente la actriz trans Maria João Vaz reemplazara al actor André Patrício en el papel de Lola.

## Reconocimientos
En 2019, Fado Bicha fue reconocido con un Prémio Arco-Íris, que entrega la asociación ILGA Portugal (Intervención de Lesbianas, Gais, Bisexuales, Trans e Intersexuales) para distinguir a personas o entidades que destaquen por su labor en la lucha contra la discriminación por motivos de orientación sexual, expresión e identidad de género y características sexuales en Portugal.

## Discografía
- Ocupação (2022)

## Publicaciones
- Guerra, Paula (2022). «Barulho! Vamos deixar cantar o Fado Bicha. Cidadania, resistência e política na música popular contemporânea». Revista de Antropologia (en portugués) 65 (2): e197977-e197977. ISSN 1678-9857. doi:10.11606/1678-9857.ra.2022.197977. Consultado el 23 de enero de 2023.